# کوماتسو کیوکادو
کوماتسو کیوکادو (به ژاپنی: 小松清廉 Komatsu Kiyokado) کوماتسو تاته‌واکی، کوماتسو نائوتارو; ۳ دسامبر ۱۸۳۵ – ۱۶ اوت ۱۸۷۰) فرزند کیموتسوکی کانه‌یوشی، سامورایی رده بالا و در خدمت خاندان شیمازو در قلمرو ساتسوما، اهل ژاپن بود. وی یکی از ده قهرمان برجسته اصلاحات بود.